# Skyfire (banda)
Skyfire es una banda sueca de death metal melódico residente en Höör y surgida en 1995.

## Formación

### Actuales
- Martin Hanner − bajo, teclados (2004−actualmente); guitarras, teclados (1995−2004)
- Joakim Jonsson − batería, guitarras (2001−actualmente)
- Johan Reinholdz − guitarras (2004−actualmente)
- Joakim Karlsson − voz (2007−actualmente)

### Exmiembros
- Andreas Edlund − guitarras, teclados(1995−2015)
- Tobias Björk − batería (1995−2001)
- Jonas Sjögren − bajo (1995−2005)
- Henrik Wenngren − voz (1998−2007)

## Discografía

### Demo y EP
- Within Reach (1998)
- The Final Story (2000)
- Haunted by Shadows (2003)
- Fractal (2009)
- Liberation In Death (2017)

### Álbum
- Timeless Departure (2001)
- Mind Revolution (2003)
- Spectral (2004)
- Esoteric[3] (2009)